# لویی نوسرا
لویی نوسرا (فرانسوی: Louis Nucéra‎؛ ۱۸ ژوئیه ۱۹۲۸ – ۹ اوت ۲۰۰۰) نویسنده اهل فرانسه بود. وی برندهٔ جوایزی همچون جایزه انترالیه شده‌است.
از فیلم‌هایی که وی در آنها نقش داشته‌است می‌توان به پدر پرافتخار من اشاره کرد.

## زندگی‌نامه مختصر
لوئیس نوسره که به‌طور متناوب بانکدار، خبرنگار، مسئول روابط‌عمومی شرکت ضبط موسیقی فیلیپس و مدیر ادبی در نشر لاتس بوده است بیشتر به عنوان نویسنده و علاقه‌مند بزرگ دوچرخه‌سواری شناخته می‌شود؛ موضوعی که در بسیاری از آثارش به آن پرداخته است.
در سال ۱۹۷۰، نخستین رمان خود به نام «سرسخت» را منتشر کرد. در آثارش زندگی مهاجران ایتالیایی را بازگو می‌کند (نشان قرمز)؛ دوستی‌هایش با امیل چوران، ژوزف کسل، پابلو پیکاسو، ژان کوکتو، آندره آردله، ژرژ برسنس و ریمون مورتی را یادآور می‌شود (بندرهای دلبسته من). همچنین دوران کودکی‌اش در نیس را شرح می‌دهد (خیابان شیاطین آبی).
در سال ۱۹۹۹، به منظور مخالفت با جنگ در صربستان، طوماری به نام «اروپایی‌ها خواهان صلح‌اند» را امضا کرد که توسط جمعی به نام «نه به جنگ» راه‌اندازی شده بود.
قبر لوئیس نوسره در قبرستان قلعه در نیس.
لوئیس نوسره در تاریخ ۹ اوت ۲۰۰۰ هنگامی که در نزدیکی نیس در منطقه صنعتی کاروس در حال دوچرخه‌سواری بود، با یک خودرو تصادف کرد و درگذشت. ابتدا در قبرستان کاوکاد دفن شد و از ۹ اوت ۲۰۱۹ در قبرستان قلعه آرام گرفته است.